# Cadeillan
Cadeillan é uma comuna francesa na região administrativa de Occitânia, no departamento de Gers. Estende-se por uma área de 4,26 km². Em 2010 a comuna tinha 66 habitantes (densidade: 15,5 hab./km²).